# Oceans of Fantasy
Albums de Boney M.
Nightflight to Venus
(1978) The Magic of Boney M. – 20 Golden Hits
(1980)
Singles
1. El Lute / Gotta Go Home
Sortie : août 1979
2. I'm Born Again / Bahama Mama
Sortie : novembre 1979

Oceans of Fantasy est le quatrième album studio du groupe Boney M., sorti en 1979 sur le label Hansa Records.
L'album a débuté à la 1re place du classement britannique des albums,. Il a aussi atteint la 1re place en Allemagne, en Autriche et en Norvège, la 3e place aux Pays-Bas et la 5e place en Suède et en Nouvelle-Zélande.

## Liste des pistes
| 1. | Let It All Be Music |  |
| 2. | Gotta Go Home       |  |
| 3. | Bye Bye Bluebird    |  |
| 4. | Bahama Mama         |  |
| 5. | Hold On I'm Coming  |  |
| 6. | Two of Us           |  |
| 7. | Ribbons of Blue     |  |

| 1. | Oceans of Fantasy                               |  |
| 2. | El Lute                                         |  |
| 3. | No More Chain Gang                              |  |
| 4. | I'm Born Again                                  |  |
| 5. | No Time to Lose                                 |  |
| 6. | The Calendar Song (January, February, March...) |  |